# 中山兼親
中山 兼親 （なかやま かねちか、貞享元年12月9日（1685年1月13日） - 享保19年10月25日（1734年11月20日））は、江戸時代の公家。
官位の最高位は正二位、官職の最高位は権大納言。院号は「後光恩院」。

## 経歴
権大納言だった中山篤親の子。弟に庭田重孝、子に中山栄親、中山為憲、正親町実連がいる。
貞享4年（1687年）に叙爵された。
貞享5年または元禄元年（1688年）侍従に任じられる。
元禄4年（1691年）従五位に進み、元禄5年（1692年）に元服し正五位下に進み、元禄10年（1697年）に右少将に任じられる。
元禄11年（1698年）に従四位下に進み、元禄13年（1700年）に右中将に任ぜられる。元禄14年（1701年）従四位上に進み、元禄16年（1703年）に蔵人頭に任じられる。
宝永元年（1704年）に正四位下、宝永2年（1705年）に正四位上に進み、宝永3年に（1706年）参議に任じられ、従三位となる。
正徳元年（1711年）、正三位に進み踏歌外弁・東照宮奉幣使となる。
正徳2年（1712年）、権中納言に任じられる。
享保元年（1716年）に従二位に進み、享保4年（1719年）に権大納言に任じられ、武家伝奏となる。享保7年（1722年）に権大納言を辞する。
享保9年（1724年）、正二位に進み、享保11年（1726年）に再度権大納言に任じられるも、翌年に辞した。